# Sara Pinto Coelho
Sara Pinto Coelho, née le 30 novembre 1913 à la roça Esperança, sur l'île de Principe, dans la province portugaise de Sao Tomé-et-Principe et morte le 3 décembre 1990 à Vila Nova de Gaia au Portugal, est une écrivaine portugaise.

## Biographie
Ayant grandi au Portugal, Pinto Coelho passe la plupart de sa vie adulte au Mozambique, où elle enseigne dans une école primaire et écrit des pièces radiophoniques, des romans, des nouvelles ainsi que des livres pour enfants. Elle est également directrice du programme de théâtre de la chaîne radiophonique Rádio Clube de Moçambique de 1967 à 1972.
Mariée au juge José Augusto de Vasconcelos Pinto Coelho, elle est la mère du journaliste portugais Carlos Pinto Coelho (en).